# Walter Kollo

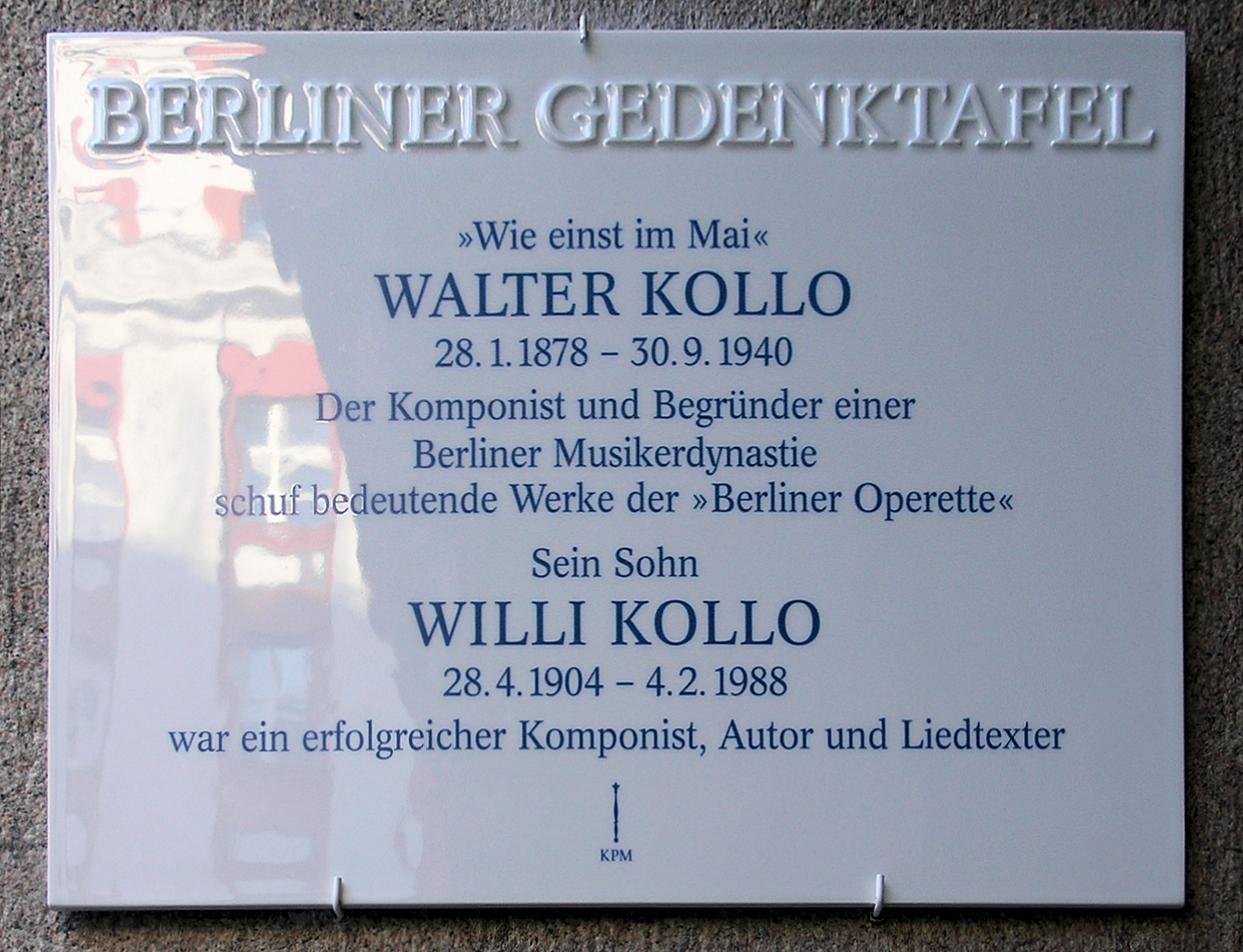
Placa recordatoria

Walter Kollo (Neidenburg, Prusia Oriental, actual Nidzica, Polonia 1878 - Berlín, 1940) fue un compositor de opereta y canciones populares además de director de orquesta y publicista.
Sus obras más famosas son la opereta Wie einst in Mai de 1913 (adaptada en EE. UU. como Maytime, 1917) y sus canciones Solang noch Untern Linden y Untern Linden, untern Linden (esta última escrita para la farsa con canciones Filmzauber, de 1912).
Su hijo Willi Kollo (1904-1988) fue compositor y su nieto es el famoso tenor René Kollo (1937-).